# Letnie Igrzyska Olimpijskie 2032
Ten artykuł dotyczy przyszłego wydarzenia sportowego. Informacje w nim zawarte zmienią się w przyszłości.
XXXV Letnie Igrzyska Olimpijskie (oficjalnie Igrzyska XXXV Olimpiady) – multidyscyplinarne zawody sportowe, które odbędą się w Australii – Brisbane w 2032 roku. Gospodarz igrzysk został ogłoszony 21 lipca 2021 roku podczas konferencji MKOl w Tokio. Australia była już dwukrotnie gospodarzem letnich igrzysk: w 1956 w Melbourne oraz w 2000 w Sydney.

## Miasta aplikujące
- Brisbane

Australia w przeszłości dwukrotnie gościła letnie igrzyska olimpijskie: w 1956 roku w Melbourne i 44 lata później w Sydney. W 2018 roku Brisbane było gospodarzem Igrzysk Wspólnoty Narodów. Po sukcesie tego przedsięwzięcia, prezydent Australijskiego Komitetu Olimpijskiego, John Coates oficjalnie poparł projekt kandydatury Brisbane na organizatora Letnich Igrzysk Olimpijskich i Paraolimpijskich w 2032 roku. 1 lipca 2019 roku premier Scott Morrison zapowiedział wsparcie kandydatury przez rząd Australii. 24 lutego 2021 roku, Brisbane zostało wybrane przez MKOl do roli preferowanego kandydata do organizacji igrzysk. Ostatecznie miasto nie miało kontrkandydatów i 21 lipca 2021 roku zostało oficjalnie wybrane na gospodarza Igrzysk XXXV Olimpiady w 2032 roku.

## Wybór organizatora
Decyzja o wyborze Brisbane jako miasta organizującego igrzyska olimpijskie w 2032 roku została ogłoszona 21 lipca 2021 roku na konferencji MKOl-u w Tokio. Zgodnie z nowym formatem wyboru gospodarzy igrzysk olimpijskich, głosowanie miało formę referendum dla 80 delegatów MKOl. Według Australian Broadcasting Corporation 72 delegatów głosowało tak, 5 delegatów zagłosowało nie, a 3 delegatów wstrzymało się od głosu. Stolica stanu Queensland była jedynym kandydatem do organizacji tych zawodów. Wcześniej zainteresowanie organizacją igrzysk wyrażały Doha, Budapeszt oraz Zagłębie Ruhry.